# Đoàn Công Tính
Đoàn Công Tính (sinh năm 1943) là nhiếp ảnh gia người Việt Nam của Quân đội nhân dân Việt Nam. Với biệt danh "Vua chiến trường", Đoàn nổi tiếng là người nắm bắt diễn biến chiến tranh và đăng ảnh kịp thời.

## Sự nghiệp
Năm 19 tuổi, Đoàn tình nguyện vào Quân đội nhân dân Việt Nam. Năm 1965, ông tốt nghiệp khóa sĩ quan pháo binh tại học viện quân sự. Trong thời gian đi học, ông mua được chiếc máy ảnh Feddeka do Nga sản xuất từ một người bạn cùng lớp và tự học chụp ảnh.
Năm 1967, Đoàn bắt đầu sử dụng những bức ảnh của chính mình đính kèm với những bài viết mà ông viết cho tờ báo chính trị. Cấp trên nhận thấy sở thích chụp ảnh của Đoàn bèn cấp cho ông một chiếc máy ảnh Praktica của Đức. Về sau ông tình nguyện chi viện cho mặt trận miền Nam theo đường mòn Hồ Chí Minh từ năm 1970 đến năm 1973. Ông từng là phóng viên ảnh cho Thông tấn xã Việt Nam.

## Tranh cãi
Hình ảnh chụp cảnh những người lính Bắc Việt leo dây gần thác nước vào năm 1970 được đem trưng bày trong khuôn khổ Liên hoan Báo ảnh Quốc tế Perpignan (Visa pour l'image Perpignan) tại Pháp rồi sau này tờ New York Times cho đăng lại trong một bộ sưu tập ảnh mà mãi về sau mới bị phát hiện là đã qua chỉnh sửa bằng photoshop. Nhiếp ảnh gia người Đan Mạch Jørn Stjerneklar đã nhận thấy sự khác biệt giữa hình ảnh trưng bày trong liên hoan này và hình ảnh gốc khi đến thăm Đoàn.
Đoàn xin lỗi vì đã 'gửi nhầm' hình ảnh đã qua chỉnh sửa bằng photoshop, đồng thời khẳng định rằng âm bản gốc đã bị hỏng và ông vô tình gửi kèm một bản sao của hình ảnh có nền đã qua chỉnh sửa bằng photoshop vào đĩa CD cho ban tổ chức. Cuộc tranh cãi này làm châm ngòi cho các đợt tranh luận xung quanh tính khách quan được cho là của phóng sự ảnh và vai trò của nhiếp ảnh trong lĩnh vực tuyên truyền.